# Flavio Tattarini
Flavio Tattarini (n. 14 august 1943, Santa Fiora, Toscana, Italia) este un politician italian.